# Creeps
creeps（クリープス）は、日本のロックバンドである。

## メンバー
- 竹内晃　ボーカル・ギター
- 成田翔一　ベース
- 小田島哲雄　ドラム
- 笠井亮平　ギター

## 概要
1996年3月に、ボーカルの竹内晃を中心に、青森県弘前市で結成。弘前市を活動拠点としながらも、全国各地でライヴ活動を行う。
2000年12月、SNAIL RAMPのタケムラが主催するSCHOOL BUS RECORDSより、1stシングル『新たなる一歩』をリリース。
2001年12月に発表した1stアルバム『A GREEN APPLE』は、セールス15,000枚を超えるヒットとなる。
2003年6月にはミニアルバム『NORTHERN COURAGE』を発表。
2004年はレーベルを移籍し、シングル『グラフィティ』と2ndアルバム『ROLLING ROLLING』を発表するが、その後、竹内以外のメンバーは脱退。竹内はソロアーチストとしての活動を始める。
ソロ転向後も国内の数多くのロックミュージシャンと親交を深め、自主音源も発表していたが、2008年に現メンバーの成田・小田島が加入し、再びcreepsとしての活動を再開。
2009年12月に弘前市発のインディーズレーベル「asylum-records」を立ち上げ、3rdアルバム『カンテラ』を発表。
2011年8月、「世界はそっと美しい」配信限定リリース。
2012年5月、八食センターサマーフリーライブを収録したライブアルバム「20110807」500枚限定無料リリース。
同月、新メンバーとして笠井が加入。
2014年8月、約5年ぶりとなるアルバム『AFTER LIGHTS』を発表。

## ディスコグラフィ

### シングル
1. 新たなる一歩（2000年12月10日）
2. グラフィティ（2004年7月21日
3. 世界はそっと美しい（2011年8月7日）

### アルバム
1. A GREEN APPLE（2001年12月15日）
2. ROLLING ROLLING（2004年12月18日）
3. カンテラ（2009年12月23日）
4. AFTER LIGHTS（2014年8月28日）

### ミニアルバム
1. NORTHERN COURAGE（2003年6月4日)

### ライヴアルバム
1. 20110807（2012年5月1日）

### オムニバス
- PUNK THE SHOW CASE (『新たなる一歩』を収録）
- PUNK NIGHT-from「NANA」(『新たなる一歩』『セブンティーン・ガン』の2曲を収録）

## エピソード
- 1stシングル『新たなる一歩』はテレビ番組『さんまのまんま』に使用されていた[2]。
- 3rdアルバム『カンテラ』には、ヒートウェイヴの山口洋や、IDORAの中田俊哉が参加している。
- サッカー選手の成田諒介（ブランデュー弘前所属、元・ヴァンラーレ八戸）はベースの成田の実弟にあたる。